# Harlaa

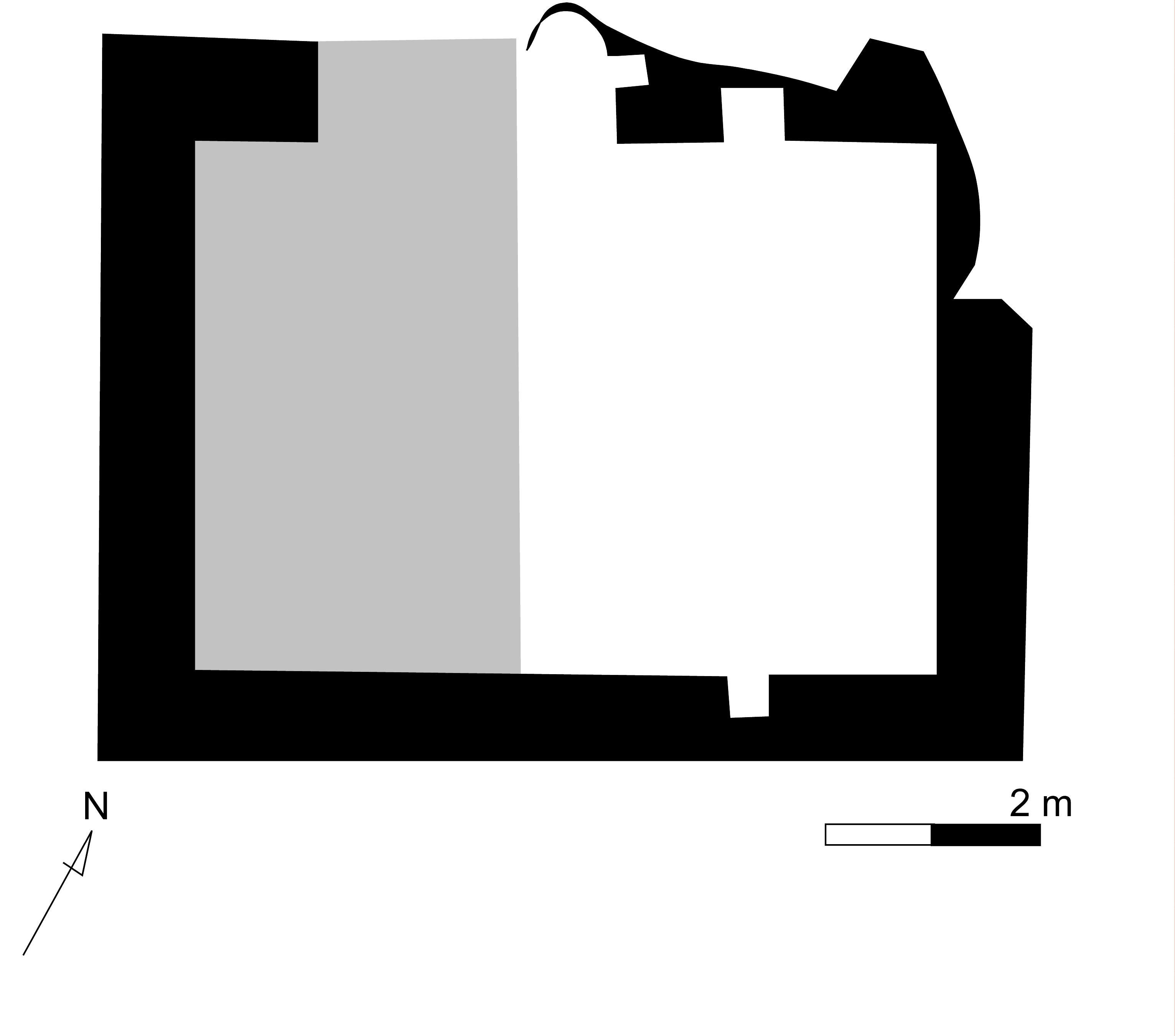
Plan der Moschee A, in den grauen Flächen ist der Bau eingestürzt

Harlaa war eine mittelalterliche, muslimische Stadt im heutigen Äthiopien.
Systematische archäologische Ausgrabungen finden hier seit 2015 statt. Harlaa hatte mindestens drei Moscheen. Es konnten Brunnen, Werkstätten, Befestigungsanlagen und Friedhöfe bei den Ausgrabungen und Feldbegehungen lokalisiert werden. Der Ort war vom 6. bis zum frühen 15. Jahrhundert bewohnt. Die Stadt liegt auf diversen Hügeln. Die Oromo, die heute in dieser Gegend leben, nennen die Ruinen Harla und vermuten Giganten aus vorgeschichtlicher Zeit als Bauherrn.
Die Bauten der Stadt sind meist aus örtlich anzutreffenden Steinen errichtet. Nur eine Moschee ist aus sauber geschnittenen Kalksteinblöcken erbaut worden. Die Mihrab ist aus Travertin errichtet. Mörtel ist in der örtlichen Architektur nicht verwendet worden, es gibt aber dekorierten Stuck und stuckierte Fußböden. Pfostenlöcher deuten darauf hin, dass Dächer durch Holzpfosten gestützt wurden.
Harlaa war wahrscheinlich eine Handelsstadt. Es wurden Importe vom Roten Meer, dem Indischen Ozean, China, Zentralasien und natürlich aus dem Inneren von Afrika nachgewiesen.
Harlaa ist die bisher frühste bekannte muslimische Siedlung in Äthiopien. Dies wird durch diverse Inschriften, die vor Ort gefunden wurden, bestätigt. Meist handelt es sich bei diesen um Grabsteine. Eine Inschrift ist in das Jahr 657 (1259–1260) datiert. Der Ort wurde im frühen 15. Jahrhundert aufgegeben. Die Ausgräber vermuten, dass die Bewohner nach Harar zogen, wo der Islam seit dem 15. Jahrhundert verstärkt belegt ist.
Wenig kann zur Herkunft der hier lebenden Bevölkerung gesagt werden. Es kann vermutet werden, dass hier Araber, Perser und Inder lebten. Der Großteil der Einwohner stammte aber sicherlich aus der Region. Eine Isotopenuntersuchung an drei Skeletten zeigte, dass zwei Individuen aus der Region stammten, die dritte Person aber von außerhalb.
Die vorherrschende Religion war der Islam. Es gibt keine sicheren Belege für hier lebende Christen.